# El Mirasol
El Mirasol är en ort i Mexiko, tillhörande kommunen Huixquilucan i delstaten Mexiko. El Mirasol ligger i den centrala delen av landet och tillhör Mexico Citys storstadsområde. Orten hade 839 invånare vid folkmätningen 2010.